# The Karate Kid Part II
The Karate Kid, Part II (bra: Karatê Kid 2 - A Hora da Verdade Continua; prt: Karate Kid - O Momento da Verdade II ou Momento da Verdade II) é um filme norte-americano do gênero drama e ação lançada no ano de 1986. Foi dirigido por John G. Avildsen, sendo estrelado por Ralph Macchio e Pat Morita reprisando seus papeis como Daniel Larusso e Kesuke Miyagi respectivamente.
O filme é a sequência de The Karate Kid de 1984.

## Enredo
Logo após o All-Valley Karate Tournament, o sensei John Kreese fica furioso e ataca Johnny Lawewnce no estacionamento. Miyagi confronta Kreese e o imobiliza facilmente, depois ameaça dar um golpe mortal, mas em vez disso, comicamente, aperta o nariz de Kreese e se afasta.
Seis meses depois dos eventos do primeiro filme, Miyagi recebe uma carta, notificando-o de que seu pai está morrendo. Ele planeja voltar para sua aldeia natal na ilha de Okinawa, e Daniel o acompanha. Miyagi conta a Daniel sobre por que ele deixou Okinawa há muitos anos. Ele se apaixonou por uma mulher chamada Yukie, que foi prometida em casamento para seu melhor amigo, Sato, filho do homem mais rico da vila e aluno de karatê de seu pai. Ao anunciar suas intenções de se casar com Yukie, Sato desafiou-o para uma luta até a morte. Em vez de lutar, no entanto, Miyagi deixou o país.
Em Okinawa, Miyagi e Daniel são recebidos por Chozen Toguchi, sobrinho de Sato disfarçado, que leva Miyagi e Daniel a um armazém. Sato aparece e exige lutar contra Miyagi, que se recusa inflexivelmente. Chegando a aldeia, Miyagi e Daniel são recebidos por Yukie e sua sobrinha Kumiko. Eles descobrem que Sato se tornou um rico industrial cujas empresas monopolizaram a produção de peixes da região, empobrecendo os outros aldeões. Eles são forçados a alugar propriedades de Sato, que é dono do título de terra da aldeia. Yukie revela que ela nunca se casou com Sato, por causa de seu amor por Miyagi. Depois que o pai de Miyagi morre, Sato lhe dá três dias para chorar por respeito antes de sua luta. Miyagi mostra a Daniel o segredo do karatê de sua família - um tambor de mão que gira de um lado para o outro ilustrando a "técnica do tambor", um movimento duplo de karatê que Daniel começa a praticar.
Durante uma visita a aldeia, Daniel acaba expondo atitudes desonestas de Chozen no mercado. Chozen depois acusa Daniel de insultar sua honra, e eles têm uma série de confrontos. Sua rivalidade chega ao auge quando Chozen e seus camaradas atacam Daniel e vandalizam a propriedade da família de Miyagi. O mestre chega e derrota o grupo que foge. Ele e Daniel planejam voltar para casa antes que a situação piore, no entanto Sato aparece com tratores e ameaça destruir a vila se Miyagi se recusar a lutar. Chantageado, Miyagi cede sob a condição de que Sato repasse o título de terra da aldeia para os aldeões, independentemente do resultado da luta. Sato inicialmente hesita, mas concorda depois que Miyagi afirma que a condição é um "pequeno preço" para pagar pela honra.
No dia da luta, um tufão aparece. Os aldeões se escondem em um abrigo nas proximidades, mas Sato fica preso quando o dojo de sua família é derrubado pela tempestade. Miyagi e Daniel correm para resgatá-lo. Chegando ao abrigo, Daniel tenta resgatar uma criança presa em uma torre próxima. Sato manda Chozen ajudar, mas seu sobrinho e discípulo demonstra medo e se recusa. Sato então corre para ajudar Daniel. Ele renega seu sobrinho pela covardia e Chozen corre pela tempestade em desgraça. Na manhã seguinte, enquanto os aldeões estão reconstruindo, Sato retorna com seus tratores - só que desta vez para ajudar. Ele entrega o título de terra à aldeia e pede perdão a Miyagi. Miyagi aceita de bom grado. Daniel e Kumiko se aproximam de Sato e conversam sobre sediar o próximo festival em um castelo cerimonial próximo, e ele aceita.
Enquanto Kumiko está realizando uma dança no festival, Chozen invade a apresentação fazendo-a de refém e exigindo lutar com Daniel sozinho. Daniel luta bem, mas acaba sendo derrotado por Chozen. Miyagi, Sato e a multidão respondem usando os pequenos  tambores portáteis que trouxeram para a comemoração, inspirando Daniel. Chozen fica confuso e ataca, mas Daniel é capaz de desviar usando a técnica do tambor. Com Chozen vencido, Daniel levanta a mão e ameaçando acabar com a vida dele dizendo: "Viver ou morrer, cara!" Chozen escolhe a morte, mas, lembrando a maneira como Miyagi lidou com Kreese mais cedo, Daniel aperta o nariz de Chozen e depois abraça Kumiko, enquanto Miyagi olha com orgulho.

## Elenco
- Ralph Macchio ... Daniel Larusso
- Pat Morita ... Kesuke Miyagi
- Martin Kove ... John Kreese
- Nobu McCarthy ...Yukie
- Tamlyn Tomita ... Kumiko
- Yuji Okumoto ... Chozen
- Joey Miyashima ... Toshio
- Marc Hayashi ... Taro
- Danny Kamekona ... Sato

## Produção
As cenas de abertura para este filme têm lugar imediatamente após o final do primeiro e parecem perfeitamente amarrar os dois filmes juntos. Embora a cena de abertura da Parte II foi originalmente planejado para o final do primeiro filme, a cena do confronto no estacionamento foi filmado durante a Parte II.

## Música
A música mais conhecida do filme foi "Glory of Love" de Peter Cetera que foi um hit nos E.U.A e recebeu uma indicação ao Oscar de Melhor Canção. 
"Glory of Love" também esteve incluída na trilha sonora internacional da telenovela da Rede Globo, "Hipertensão", exibida entre 1986/1987, como tema do casal de personagens Renata e Laerte, interpretados por Elizabeth Savalla e Paulo Betti.
Quando os personagens Daniel e Miyagi são conduzidos por Chozen e seu amigo depois de chegar na cidade de Okinawa, Chozen escuta músicas no rádio do carro até que ele atinja uma estação que toca "Fascination", a mesma canção a que Ali e Johnny estavam dançando no club country no final da rodovia no filme original.
A trilha sonora também é conhecida como sendo o último álbum lançado pela United Artists Records.

### Faixas
1. "Glory of Love" (Peter Cetera) - 4:18
2. "Rock N Roll Over You" (The Moody Blues) - 4:45
3. "Fish For Life" (Mancrab) - 3:58
4. "Rock Around the Clock" (Paul Rodgers) - 2:18
5. "Let Me At Em" (Southside Johnny) - 3:54
6. "This Is The Time" (Dennis DeYoung) - 3:54
7. "Earth Angel" (New Edition) - 4:03
8. "Love Theme from Karate Kid II" (Bill Conti) - 2:56
9. "Two Looking At One" (Carly Simon) - 3:38
10. "The Storm" (Bill Conti) - 3:26